# 63 Ausonia
För andra betydelser, se Ausonia (olika betydelser).
63 Ausonia eller 1947 NA är en asteroid upptäckt 10 februari 1861 av den italienska astronomen A. de Gasparis i Neapel. Asteroiden fick namnet Ausonia efter ett äldre namn för Italien.
Den tillhör asteroidgruppen Vesta.
Asteroiden är mer än dubbelt så lång som den är bred och hög och är inte en dubbelasteroid.

## Måne
Studier av ljuskurvor gjorda 1985 ger att Ausonia kan ha en måne. Den ska vara 90×60×55 km stor och ha en omloppsbana på ett avstånd av 100 km.